# Eímear Noone
Eímear Noone es una directora de orquesta y compositora irlandesa.

## Trayectoria
Eímear Noone tiene en su trayectoria la dirección de diversas bandas sonoras de videojuegos, habiendo participado en títulos como World of Warcraft, Starcraft 2 y Diablo III.
En 2011, Noone grabó el disco The Legend of Zelda: 25th Anniversary, lanzado por Nintendo como parte de la campaña de promoción del videojuego The Legend of Zelda: Skyward Sword. Ese mismo año, Noone dirigió y coprodujo This is Ireland, un espectáculo en vivo junto a su esposo, el compositor nominado a los premios Emmy, Craig Stuart Garfinkle, en el Royce Hall en Los Ángeles, con motivo del día de San Patricio. Presentándose con orquesta, coros de góspel, actores y solistas, el evento fue protagonizado por los artistas irlandeses Pierce Brosnan y Roma Downey. This is Ireland tuvo buena respuesta por parte del público, logrando con esto realizar una gira y su transmisión televisiva para el 2014.
Desde enero de 2012, Noone se encuentra de gira como directora de orquesta con el concierto de The Legend of Zelda: Symphony of the Goddesses, una sinfonía completa en cuatro movimientos, que incluye varios temas de la serie The Legend of Zelda, producida por Jeron Moore, Jason Michael Paul Productions y Nintendo. Este concierto se ha presentado en diversas ciudades alrededor del mundo, contando con la participación de orquestas sinfónicas como Dallas Symphony Orchestra, Royal Philharmonic Orchestra, Colorado Symphony, Pittsburgh Symphony Orchestra, entre otras.

## Reconocimientos
- 2012 - Game Developers Choice Awards, Best Audio[6]
- 2012 - Hollywood Music in Media Award, Best Original Score[6]